# Volker Schlöndorff
Volker Schlöndorff (Wiesbaden, 31 maart 1939) is een vooraanstaande Duitse filmmaker en filmregisseur. Hij werd internationaal vooral bekend door zijn films Die verlorene Ehre der Katharina Blum en Die Blechtrommel; voor deze laatste kreeg hij in 1979 de Gouden Palm voor beste film op het filmfestival van Cannes en tevens een Oscar voor beste anderstalige film.
Schlöndorff werkte als regie-assistent bij Ludwig Berger, Louis Malle, Jean-Pierre Melville en Alain Resnais. Hij schreef een scenario naar Die Verwirrungen des Zöglings Törleß, de eerste roman van Robert Musil, dat hij in 1965 verfilmde als Der junge Törless. Er zouden nog talloze boekverfilmingen volgen, waaronder Die verlorene Ehre der Katharina Blum (1975) gebaseerd op de gelijknamige roman van Heinrich Böll, en The Handmaid's Tale (1990), naar de roman van Margaret Atwood, met een scenario van Harold Pinter.
Deutschland im Herbst (1978) is een anthologiefilm over West-Duitsland in de late jaren zeventig, ten tijde van de Rote Armee Fraktion; het is een mengeling van documentaire en standaard filmscènes.
Voor Ten Minutes Older: The Cello (2000), een film bestaande uit vijftien segmenten geregisseerd door vijftien verschillende regisseurs, maakte Schlöndorff het segment The Enlightenment.

Diplomatie (2014) is een verfilming van het gelijknamige toneelstuk van Cyril Gely. In diverse dialogen probeert de Zweedse consul Raoul Nordling de Duitse generaal Dietrich von Choltitz te overtuigen dat de vernietiging van Parijs, zoals bevolen door Adolf Hitler in 1944, voorkomen moet worden.

## Voornaamste films (als regisseur)
- 2014 - Diplomatie (naar het gelijknamige toneelstuk van Cyril Gely)
- 2007 - Ulzhan
- 2006 - Strajk
- 2004 - Der neunte Tag
- 2002 - Ten Minutes Older: The Cello (segment The Enlightenment)
- 1999 - Die Stille nach dem Schuss
- 1998 - Palemetto (naar de roman Just Another Sucker van James Hadley Chase)
- 1996 - Der Unhold (naar de roman Le Roi des Aulnes van Michel Tournier)
- 1991 - Homo Faber (naar de gelijknamige roman van Max Frisch)
- 1990 - The Handmaid's Tale
- 1985 - Death of a Salesman (naar het toneelstuk Dood van een handelsreiziger van Arthur Miller)
- 1983 - Un amour de Swann (Frans-Duitse coproductie naar de roman À la recherche du temps perdu van Marcel Proust)
- 1981 - Die Fälschung (naar de roman van Nicolas Born)
- 1979 - Die Blechtrommel (gebaseerd op de gelijknamige roman van Günter Grass)
- 1978 - Deutschland im Herbst
- 1976 - Der Fangschuß (naar de roman Le coup de grâce van Marguerite Yourcenar)
- 1975 - Die verlorene Ehre der Katharina Blum (gebaseerd op de gelijknamige roman van Heinrich Böll)
- 1972 - Strohfeuer
- 1969 - Michael Kohlhaas, der Rebell (gebaseerd op de gelijknamige novelle van Heinrich von Kleist)
- 1967 - Mord und Totschlag (met muziek van Brian Jones van The Rolling Stones)
- 1966 - Der junge Törless (gebaseerd op de roman Die Verwirrungen des Zoeglings Törless van Robert Musil)

Der junge Törless (1966) · Mord und Totschlag (1967) · Michael Kohlhaas (1969) · Baal (1970) · Der plötzliche Reichtum der armen Leute von Kombach (1971) · Der Moral der Ruth Halbfass (1972) · Strohfeuer (1972) · Übernachtung in Tirol (1974) · Die verlorene Ehre der Katharina Blum (1975) · Der Fangschuß (1976) · Die Blechtrommel (1979) · Die Fälschung (1981) · Un amour de Swann (1984) · Death of a Salesman (1985) · A Gathering of Old Men (1987) · The Handmaid's Tale (1990) · Homo Faber (1991) · Der Unhold (1996) · Palmetto (1998) · Die Stille nach dem Schuss (2000) · Der neunte Tag (2004) · Enigma (2005) · Strajk (2006) · Ulzhan (2007) · La Mer à l'aube (2011) · Diplomatie (2014)
- Bibsys: 90356809
- Biblioteca Nacional de España: XX1295630
- Bibliothèque nationale de France: cb140727775 (data)
- Catàleg d'autoritats de noms i títols de Catalunya: 981058519271506706
- CiNii: DA06409185
- Gemeinsame Normdatei: 118608312
- International Standard Name Identifier: 0000 0001 1030 2617
- Library of Congress Control Number: n81116971
- Nationale Bibliotheek van Tsjechië: jo2004213684
- Nationale bibliotheek van Australië: 35721203
- Nationale Bibliotheek van Israël: 987007433182305171
- Nationale Bibliotheek van Polen: a0000002023991
- Nederlandse Thesaurus van Auteursnamen: 07159857X
- Istituto Centrale per il Catalogo Unico: UBOV054463
- SNAC: w6k64x36
- Système universitaire de documentation: 028254570
- Trove: 1057774
- Virtual International Authority File: 84161106
- WorldCat: E39PBJg4rjrfmX9MPTjKhh4yVC